# Karang Wuni
Karang Wuni is een bestuurslaag in het regentschap Kulon Progo van de provincie Jogjakarta, Indonesië. Karang Wuni telt 2902 inwoners (volkstelling 2010).